# Дмитрово (городской округ Подольск)
Дмитрово — деревня в городском округе Подольск Московской области России.
До 2015 года входила в состав сельского поселения Лаговское Подольского района; до середины 2000-х — в Лаговский сельский округ.

## Население
Согласно Всероссийской переписи, в 2002 году в деревне проживало 43 человека (20 мужчин и 23 женщины). По данным на 2005 год в деревне проживало 45 человек.
Согласно справочнику генеалога "Татьяна Максимова. Подольский уезд: населенные пункты. Часть 2. 9.12.2023":
Количество дворов: 1768 – 138 душ [Кус02, ПодУ, с.149], 1800 – 33 (170/164 душ) [РГВИА ф. 846 оп.16 д.18862ч.4 л.144], 1852 – 50, сельцо [НМ1852, с.871], 1862 – 35 (121/122 душ), сельцо [НМ1862, с.173], 1913 – 42 [НМ1913, с.359], 1929- 40 [НМ1929, с.472].

## Расположение
Деревня Дмитрово расположена у Московского малого кольца примерно в 10 км к юго-западу от центра города Подольска. Ближайшие населённые пункты — деревни Батыбино, Костишово, Сертякино, Хлыново и Посёлок спортбазы.

## История

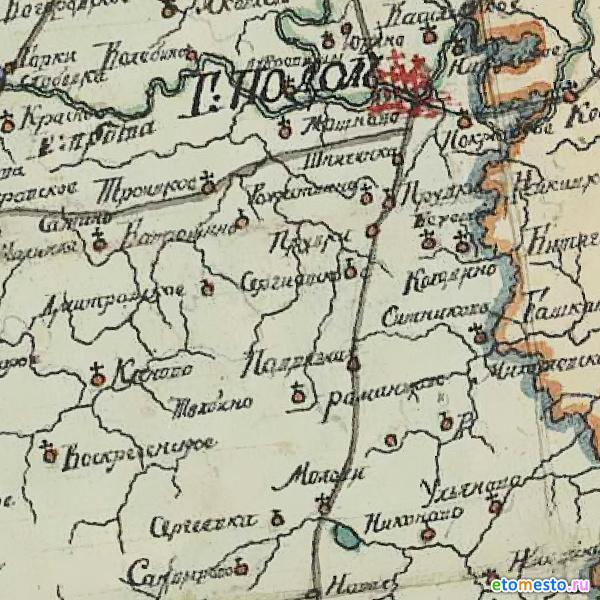
Фрагмент карты Московской губернии 1785 года (материал с сайта ЭтоМесто)

Известна с XVI века. Изначально называлась Дмитровское-Манушкино. Деревня входила во владения генеральши Нейдгард. По данным 1859 года в деревне Дмитрово было 35 дворов и 143 жителя.

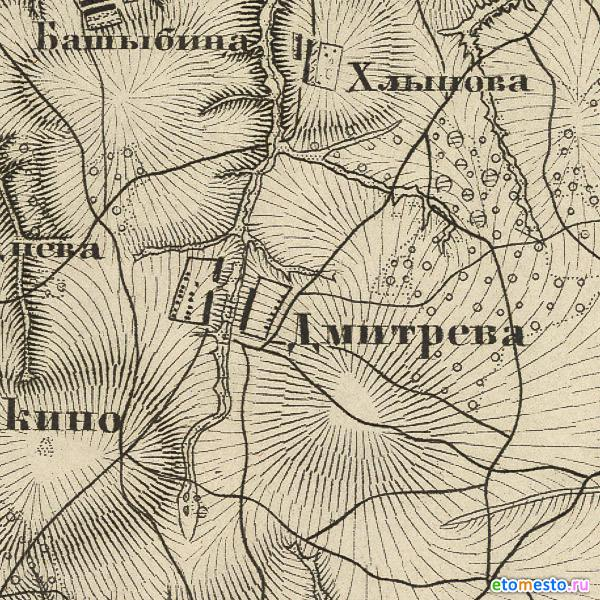
Фрагмент карты Шуберта Московской губернии 1860 года (материал с сайта ЭтоМесто)

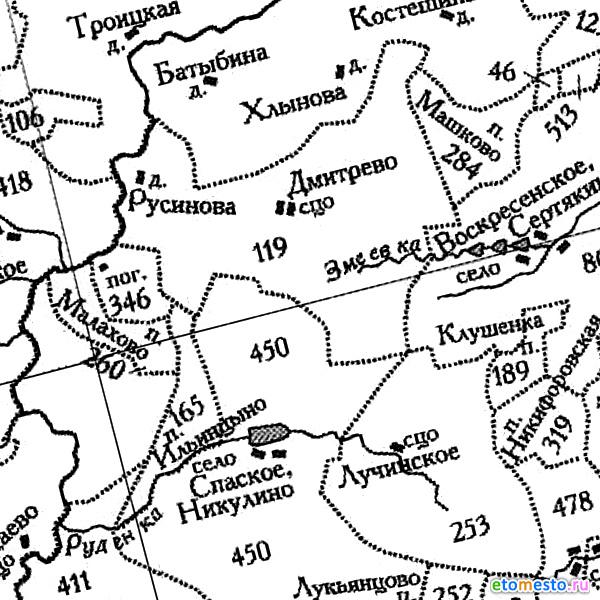
Фрагмент карты Кусова уездов земли Московской губернии в XVIII веке (материал с сайта ЭтоМесто)

В настоящее время в деревне есть газ, телефон, уличное освещение и дорога с твёрдым покрытием. Проезд от станции Гривно Курского направления.
Согласно справочнику генеалога "Татьяна Максимова. Подольский уезд: населенные пункты. Часть 2. 9.12.2023":
Владельцы населенного пункта:
- (?) 1677 - За Борисом Федоровичем Армометевым сц.Дмитровское - Перемышльская волость [РГАДА ф.1209 оп.1 д.9811, №406, алфавит к описи]
- 1710 - За стольником князем Борисом Михайловичем Черкасским сц.Дмитрово, Перемышльская волость [РГАДА ф.350 оп.1 д.255 л.249об]
- 1740 - Князя Петра Борисовича Черкасского (ум.1768) [ЦГАМ ф.203 оп.747 д.31 л.175]
- 1768 – князя Петра Петровича Черкаского [Кус02, ПодУ, с.149]
- 1792 - сц.Дмитрово вдовствующей княгини Марьи Аврамовны Черкаской [ЦГАМ ф.203 оп.745 д.830 л.67]
- 1800 - Княгини Марьи Абрамовны Черкаской [РГВИА ф. 846 оп.16 д.18862ч.4 л.144]
- 1834 - Генерал лейтенантши Анны Борисовны Нейгардт [ЦГАМ ф.51 оп.19 д.129 л.334]
- 1852 - Нейдгарт Анна Борис., Генер. [НМ1852, с.871]

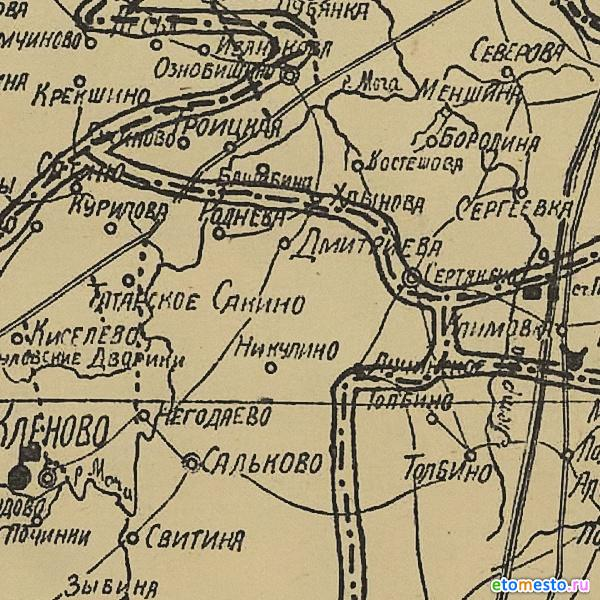
Фрагмент карты Подольского уезда, напечатанная в газете Подольский рабочий в 1927 году (материал с сайта ЭтоМесто)

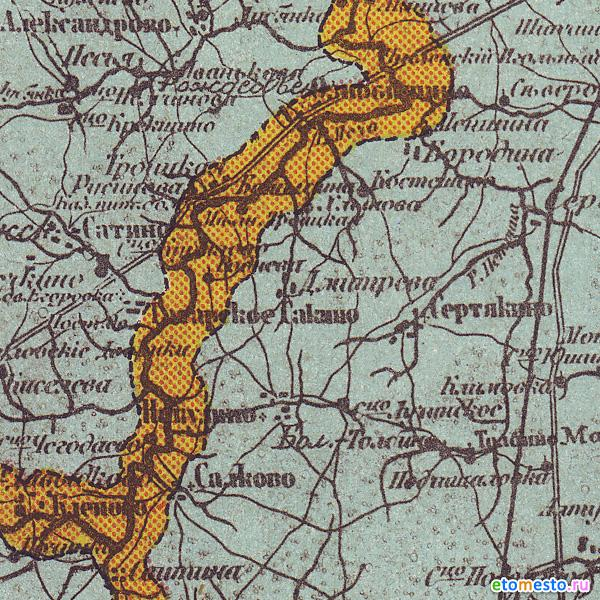
Фрагмент Гидрогеологической карты Московской губернии Соколова 1911 года (материал с сайта ЭтоМесто)

## Достопримечательности

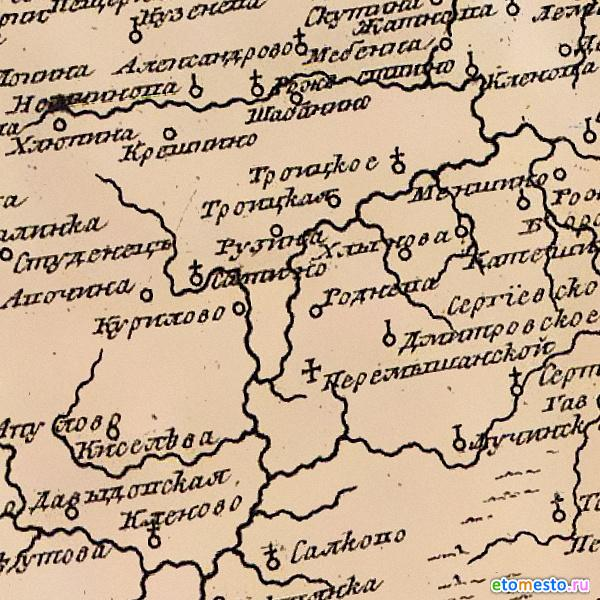
Фрагмент географической карты Московской провинции Горихвостова 1774 года (материал с сайта ЭтоМесто)

Западнее деревни находится городище и валы древнего города Перемышль Московский, основанного в 1152 году князем Юрием Долгоруким. В XVII веке город прекратил своё существование. Рядом находится городище «Родневское». Городища «Перемышль Московский» и «Родневское» являются памятниками археологии федерального значения.
На расстоянии 1 км юго-западнее деревни находится посёлок Спортбазы - учебно-спортивный центр Олимпийской подготовки.
С фотографиями и более подробным описанием посёлка Спортбазы и городища Перемышль Московский можно оснакомиться в статье Дзен.

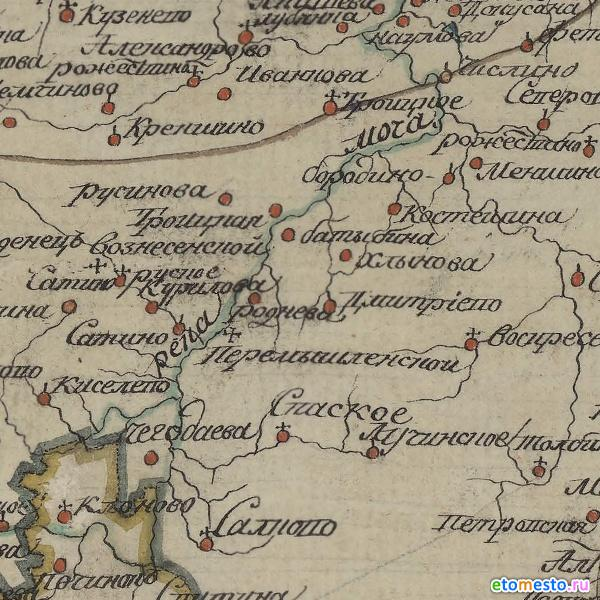
Фрагмент геометрической карты Московской губернии 1797 года (материал с сайта ЭтоМесто)

По информации, опубликованной на странице "Спасского храма" Подольского благочиния, в XIX веке на территории деревни была часовня. До 1862 г. Дмитровская часовня была приписана к Никольской церкви села Кленова.

## Улицы
В деревне Дмитрово расположены следующие улицы и территории:
- Дачная улица
- Загородная улица
- Территории СНТ Оазис и Василек